# Schlosstalstrasse
Die Schlosstalstrasse ist eine etwa 2330 m lange Strasse in Winterthur im Schweizer Kanton Zürich, die Töss mit Wülflingen verbindet. Sie beginnt in Töss bei der Zürcherstrasse und mündet in Wülflingen in die Wieshofstrasse. Als Kantonsstrasse ist sie vom Kanton Zürich gemäss Richtplan als Regionale Verbindungsstrasse klassifiziert.

## Etymologie
Die Strasse führt im Tal zwischen dem Brüelberg und dem Burghügel der Burgruine Alt-Wülflingen durch. Der Name leitet sich hiervon respektive vom Schlosshof ab, einem Bauernhof westlich der Töss, der bis ins 18. Jahrhundert zur Herrschaft Wülflingen gehörte.

## Verlauf
Die Strasse beginnt in Töss bei der Zürcherstrasse und führt zunächst durch das Tössemer Quartier Schlosstal. Unter anderem grenzen das Primarschulhaus Rebwiesen und der gegenüberliegende Kindergarten Schlosstalstrasse an die Strasse. Ebenfalls auffällig ist der Hauptsitz von Autoneum an der Schlosstalstrasse 43. Nach rund 800 Metern begleitet die Töss die Strasse an ihrer Südseite, von nun an folgt sie mehr oder weniger dem Verlauf der Töss durch das Schlosstal. In Wülflingen befinden sich zwischen der Töss und der Strasse die Schweizerische Technische Fachschule, nach ihr verläuft die Strasse bis zur Unterquerung der Autobahn A1 unterhalb der Schlosstalbrücke direkt an deren Ufer entlang. Nahe der Wespi-Mühle mündet die Schlosstalstrasse in die Wieshofstrasse. Während die Strecke der Wieshofstrasse in Richtung Wülflingen weiterhin Kantonsstrasse ist, gehört sie in die andere Richtung der Stadt.

## Geschichte
Die Verbindung zwischen den Gemeinden Töss und Wülflingen ist bereits auf der Wild-Karte aus der Mitte des 19. Jahrhunderts zu sehen. Bis zur Eingemeindung der Winterthurer Vorortsgemeinden hiess die Strasse Wülflingerstrasse respektive Schlosserstrasse.

## Öffentlicher Verkehr
Entlang der Schlosstalstrasse verkehrt die Linie 7 (Bahnhof Wülflingen – HB – Elsau, Melcher) von Stadtbus Winterthur im Viertelstundentakt. Zu Hauptverkehrszeiten wird ein Zehn-Minuten-Takt angeboten. Am Wochenende verkehrt nachts die deckungsgleich zum Tageskurs verkehrende Nachtbuslinie N7 im Halbstundentakt über das Schlosstal.
Die ÖV-Direktanbindung an den Hauptbahnhof über das Schlosstal wurde 1997 eingeführt, wobei der Bus zunächst zum Lindenplatz fuhr. Zuvor verkehrte die 1987 eröffnete Tangentiallinie 8 zwischen Steig und Lindenplatz. Diese Linie wurde 2008 aufgehoben.